# János Németh (vattenpolospelare)
János Németh, född 12 juni 1906 i Budapest, död 5 mars 1988 i Madrid, var en ungersk vattenpolospelare.
Németh blev olympisk guldmedaljör i vattenpolo vid sommarspelen 1932 i Los Angeles.